# Rafael García Herreros
Rafael García-Herreros Unda CJM (Cúcuta, 17 de enero de 1909-Bogotá, 24 de noviembre de 1992), fue un sacerdote católico colombiano, destacado por ser el fundador de la corporación Organización Minuto de Dios, con todas sus instituciones entre ellas la Corporación Universitaria Minuto de Dios.

## Primeros años
Rafael García-Herreros Unda, hijo de un militar, Júlio César García-Herreros y de María Unda, nació el 17 de enero de 1909 en la ciudad de Cúcuta. En 1923, a la edad de 14 años, ingresó al colegio de Santo Tomás de Aquino, de Pamplona dirigido por padres franceses, donde terminaría sus estudios, en noviembre de 1927. En 1928 fue invitado a ingresar a la Congregación de Jesús y María, fundada por San Juan Eudes; comunidad a la que ingresó el 7 de febrero de 1932; el 19 de agosto de 1934 se ordenó como sacerdote, oficiando su primera misa en la Iglesia de Nuestra Señora de las Angustias de Bogotá. Entre 1934 y 1954 se dedicó a formar seminaristas en diferentes centros del país, actividad que combinó con un viaje de perfeccionamiento en filosofía por Europa entre 1950 y 1951.

## Fundación de la Corporación El Minuto de Dios
En 1946, el Padre García Herreros comenzó una carrera vinculada a los medios de comunicación: primero en Radio Fuentes en Cartagena y luego, desde el 10 de enero de 1955 y durante 37 años continuos, en televisión, con su conocido programa El Minuto de Dios. A su vez, comenzó la construcción de un barrio popular en Cali y después, a partir de 1957, y en unos terrenos donados por Antonio Restrepo y Estanislao Olarte, en las cercanías del río Juan Amarillo, al noroccidente de Bogotá, el barrio El Minuto de Dios y un barrio homónimo ubicado al noroccidente de Zipaquirá.

## El Banquete del Millón
Desde noviembre de 1960, por iniciativa de García Herreros se realiza el Banquete del Millón con el que se financian muchas de las necesidades del barrio que, a partir del 10 de septiembre de 1965, se constituyó en parroquia y cuyo primer párroco fue García-Herreros. Además fue quien fundó en sus terrenos el Museo de Arte Contemporáneo (1966), le suministró una emisora, una editorial, una programadora de televisión y una universidad, convirtiéndolo en una verdadera ciudadela.
Este evento se realiza cada año en el Salón Rojo, del Hotel Tequendama. 

## El Minuto de Dios
La escenografía del programa consistía en una cruz de madera con el travesaño inclinado, tras la imagen de García-Herreros, quien en los últimos años vestía una ruana sobre su sotana.
El programa se ha seguido transmitiendo tras la muerte en noviembre de 1992, manteniendo la misma escenografía y la misma oración al final. En 2025, el programa cumplió 70 años de transmisión ininterrumpida.

## García-Herreros y la Renovación Carismática
García-Herreros también fue el promotor de la corriente de espiritualidad Renovación Carismática Católica en Colombia y América Latina. Se sabe que invitó de los años 60 a algunos predicadores protestantes de la Iglesia Bautista de los Estados Unidos, para que orientaran la formación de los primeros grupos de oración, propios de dicha corriente religiosa. Además, este sacerdote se dio a la tarea de crear diversas organizaciones que bajo el nombre de "Minuto de Dios" promovieran la renovación carismática, a través de la realización de multitudinarias eucaristías y congresos de adoración y alabanza, conciertos de música religiosa, seminarios de iniciación y seguimiento, escuelas de formación para laicos, programas en radio y televisión y publicaciones de diverso tipo. Tras su muerte, varios sacerdotes de su comunidad religiosa, han continuado con esta misión de evangelización.

## Negociador de Pablo Escobar
García-Herreros sirvió como vocero y negociador del Cartel de Medellín durante las negociaciones entre los Narcos y el estado colombiano. Por sus servicios, Pablo Escobar le regaló una hacienda en Medellín. Al día siguiente, en su programa religioso El Minuto de Dios, Garcia Herreros dijo le explicó al pueblo colombiano que "cuando se hace la voluntad de Dios, no hay corrupción".

## Muerte
El 24 de noviembre de 1992 durante la realización del XXXII Banquete del Millón García-Herreros falleció a la edad de 83 años.

## Reconocimientos

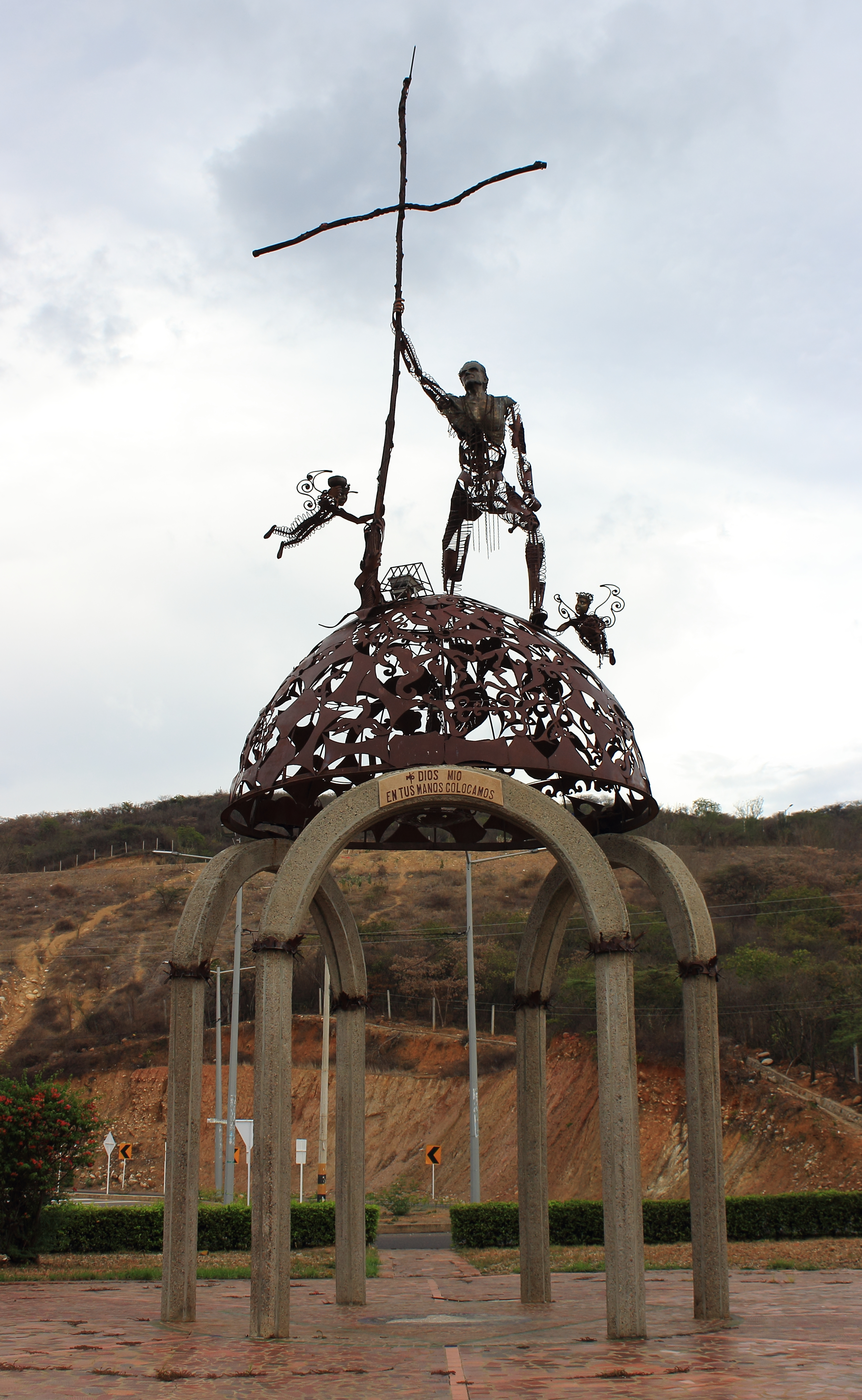
Monumento en Cúcuta.

En 1982, el presidente de la República, Belisario Betancur, le donó el premio Príncipe de Asturias que le había sido entregado por el gobierno español, al Minuto de Dios.En noviembre de 1986, el presidente Virgilio Barco le otorgó la Orden Nacional en el grado de Gran Cruz; en 1987 recibió el Premio Nacional de Solidaridad; el 28 de abril de 1988 el Premio Derechos Humanos, entregado por la organización judía B'nai B'rith, y en 1990 el premio Comunica, otorgado por la Congregación Mariana y la Corporación Prensa, Cine, Radio y televisión (Precirte). 
El 20 de agosto de 2009, en el marco de la 22.ª Feria del Libro que se realizó en Corferias, la organización El Minuto de Dios celebró los 100 años del natalicio de García-Herreros, a través del lanzamiento de 19 obras inéditas, y la reedición de su libro biográfico “Una vida y una obra”; todos escritos por el padre Diego Jaramillo, actual presidente de esta entidad sin ánimo de lucro.
En 2013 comenzó el proceso para su beatificación.